# 格勒诺布尔有轨电车A线
格勒诺布尔有轨电车A线（法語：Ligne A du tramway de Grenoble）是法国东南部城市格勒诺布尔的一条有轨电车线路，全长12.7公里，最初于1987年8月开通，最后延伸年代为1997年。

## 历史
20世纪70年代，因石油危机的影响，法国交通部门提出了重新发展公共交通的计划，并开始着手现代有轨电车的方案。格勒诺布尔作为法国重点科教城市之一成为了首批列入该方案的城市。1983年，根据大众投票方案，格勒诺布尔有轨电车A线得到了53%的支持率，从而获得的批准。1987年8月3日，格勒诺布尔有轨电车A线开始试运行，首段通车部分为火车站-大广场区间（Gare - Grand'Place），9月5日正式通车运营并向北延伸至路易·迈松纳（法語：Louis Maisonnat），同年12月12日，有轨电车北段起点再次延伸至拉波亚（法語：La Poya）。1997年，格勒诺布尔有轨电车A线向南延伸至埃希罗勒境内的但尼·帕潘（法語：Denis Papin）。
2004年8月30日，埃希罗勒火车站投入使用。
根据格勒诺布尔城市发展规划，有轨电车A线将向南再延伸两站至克莱桥（法語：Pont de Claix）境内，预计2019年年底投入运营。

## 路线
格勒诺布尔有轨电车A线大致呈南北走向，已开通路段途径三个市镇，跨越了德拉克河（法語：Le Drac），并横穿格勒诺布尔老城区和格勒诺布尔火车站，全长12.7公里，其中正线长度为约12.07公里，共设有29个车站。全线均为复线接触网式线路。

## 运营
格勒诺布尔有轨电车A线的运营时间为每天4:42（周日及节假日推迟至5:40）至次日凌晨1:54，高峰期最低间隔约为3分钟一班，全程运行时间大约为44分钟，商业运行速度约为每小时17.3公里。小交路包括勒波亚-大广场、大广场-但尼·帕潘和埃希罗勒火车站-但尼·帕潘三种，均仅在日间（7-19点）以外的时间段内运行。
2015年，格勒诺布尔有轨电车A线的搭载乘客总数量为2174万人次，平均每天每公里约4690人次，在格勒诺布尔有轨电车线路网中排名第一。

## 车型
格勒诺布尔有轨电车A线最初采用法兰西标准有轨电车，全长29.4米，每列列车为三节编组，可载客178人；2005年起陆续更换为阿尔斯通 Citadis 402型有轨电车，每列列车为5节编组，可装载最多288人。

## 车辆所
A线的车辆所为"埃邦"（Eybens），位于大广场和南门-阿尔卑斯会展中心两站之间。

## 站点设置
| 格勒诺布尔有轨电车A线线路表                 |                                                |            |                        |
| 车站名称                                    | 站台类型                                       | 所在市镇   | 可换乘线路             |
| 枫丹-勒波亚                                 | 双侧式站台                                     | 枫丹       | 19 · 20 · 50           |
| 夏勒·米歇尔                                 | 双侧式站台                                     | 枫丹       |                        |
| 枫丹市政厅-拉苏斯                           | 双侧式站台                                     | 枫丹       |                        |
| 路易·迈松纳                                 | 双侧式站台                                     | 枫丹       | C6 · 19                |
| 莱丰坦纳德-勒沃格                           | 双侧式站台                                     | 枫丹       |                        |
| 贝里亚-商场                                 | 双侧式站台                                     | 格勒诺布尔 | C5                     |
| 圣布吕诺                                    | 双侧式站台 （和B同台同线）                     | 格勒诺布尔 | B                      |
| 火车站                                      | 三台侧式站台 （上行和B同台同线，下行单独设置） | 格勒诺布尔 | B · C1 · 26 TGV · TER  |
| 阿尔萨斯-洛林                               | 双侧式站台 （和B同台同线）                     | 格勒诺布尔 | B · E · 26             |
| 维克多·雨果                                 | 双侧式站台 （和B同台同线）                     | 格勒诺布尔 | B · C3 · C4 · 40       |
| 于贝尔·迪伯杜-旅游局                        | 双侧式站台 （和B同台同线）                     | 格勒诺布尔 | B                      |
| 凡尔登-省政府                               | 双侧式站台                                     | 格勒诺布尔 | 12 · 14 · 15 · 16      |
| 沙旺                                        | 双侧式站台 （和C同台同线）                     | 格勒诺布尔 | C · C1 · C4 · 13       |
| 比利时的阿贝尔一世                          | 双侧式站台                                     | 格勒诺布尔 |                        |
| 穆涅                                        | 双侧式站台                                     | 格勒诺布尔 |                        |
| 市文化宫                                    | 双侧式站台                                     | 格勒诺布尔 |                        |
| 马莱尔布                                    | 双侧式站台                                     | 格勒诺布尔 | C5                     |
| 欧石楠                                      | 双侧式站台                                     | 格勒诺布尔 |                        |
| 阿尔勒坎                                    | 双侧式站台                                     | 格勒诺布尔 |                        |
| 大广场                                      | 双侧式站台                                     | 格勒诺布尔 | C3 · C6 · 12 · 65 · 67 |
| 南门-阿尔卑斯会展中心                       | 双侧式站台                                     | 格勒诺布尔 | C3 · 65 · 67           |
| 谷仓                                        | 双侧式站台                                     | 埃希罗勒   |                        |
| 叙里厄                                      | 双侧式站台                                     | 埃希罗勒   |                        |
| 埃萨尔山岭                                  | 双侧式站台                                     | 埃希罗勒   |                        |
| 埃希罗勒火车站                              | 双侧式站台                                     | 埃希罗勒   | 66 TER                 |
| 城墙-市中心                                 | 双侧式站台                                     | 埃希罗勒   | C7 · 66 · 68           |
| Marie Curie 玛丽·居里                       | 双侧式站台                                     | 埃希罗勒   | 16 · 64 · 66           |
| Auguste Delaune 欧居斯特·德洛讷             | 双侧式站台                                     | 埃希罗勒   | 16 · 64 · 66           |
| ÉCHIROLLES - Denis Papin 埃希罗勒-但尼·帕潘 | 双侧式站台                                     | 埃希罗勒   | 64 · 66                |
| 1.                                          |                                                |            |                        |

## 计划
但尼·帕潘-星星之间的路段已于2017年开工，计划于2019年12月建成运行。